# Giulio Masetti
Le Comte Giulio Masetti da Bagnano, dit Le Lion des Madonies, né le 22 décembre 1894 à Vinci (près de Florence) et décédé le 25 avril 1926 à Sclafani Bagni (PA) à 31 ans, est un pilote automobile italien.

## Biographie

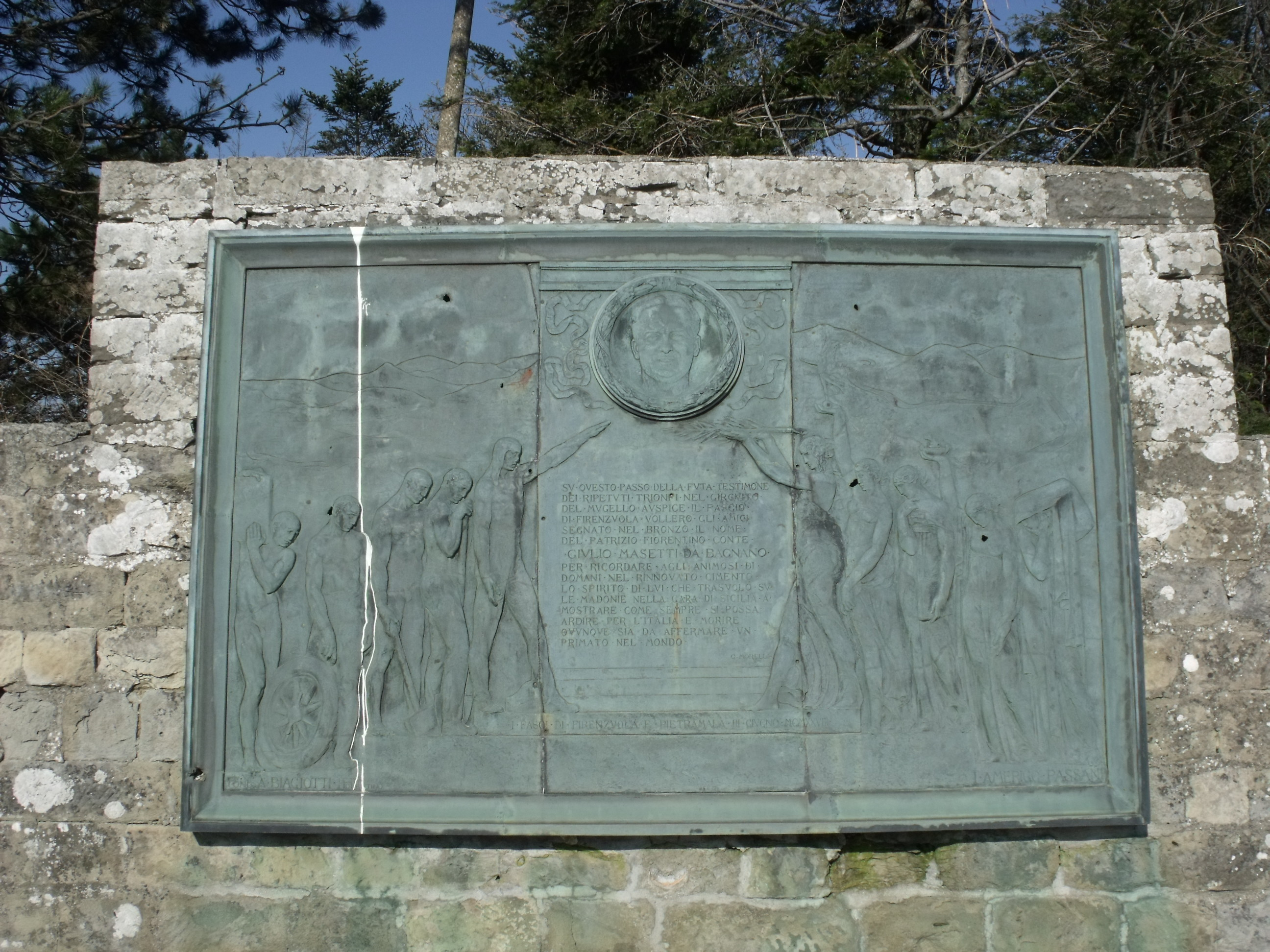
Stèle datée du 3 juin 1928, sur le lieu de son décès au Passo della Futa, Firenzuola (Mugello FL).

Giulio Masetti habitait avec son frère cadet au Castello di Uzzano, un palais à Greve in Chianti, propriété des Masetti da Bagnano depuis 1644.
Il disputa sa première course en 1919 lors de la Xe Targa Florio sur Fiat S57, une épreuve qui devait particulièrement lui réussir dans les années ultérieures… mais aussi entraîner sa perte.
Il décéda en effet lors d'un accident à l'édition 1926 de la Targa Florio, écrasé par sa propre voiture renversée après un pont de la commune de Sclafani Bagni. Comme à son habitude il était vêtu de blanc et portait un ceinturon de cuir marron à boucle en argent. Le véhicule avait le numéro 13. De là vient la tradition de ne pas attribuer celui-ci en Grand Prix[réf. nécessaire].
Son frère cadet, Carlo, s'illustra également au volant en remportant la Coppa Montenero en 1922 sur Bugatti, et le Grand Prix de Rome en 1925 également sur Bugatti lors de sa première édition.

## Palmarès
- Targa Florio en 1921, sur Fiat S57.14B 4,5 l, et 1922 (également tour le plus rapide), sur Mercedes privée GP 1914 ex-Otto Salzer 4,5 l, repeinte en rouge pour cause de refus d'embauche malgré une proposition chez Mercedes
- Grand Prix automobile des gentlemens en 1921, sur Mercedes (Brescia)
- Coppa della Consuma (course de côte à Florence) en 1922 sur Mercedes, et en 1923 sur Alfa Romeo RL 3,0 l[1]
- Coppa Gallenga (course de côte à Rocca di Papa) en 1922 sur Bugatti 1,5 l, 1923 sur Bugatti 2,0 l, et 1925 sur Bugatti 2,0 l
- Circuit de Brescia en 1922, sur Mercedes GP/14
- Course de côte du Col du Klausen en 1925, sur Sunbeam 2,0 l GP (135 HP)[2]
  - 2e de Parma-Poggio di Berceto en 1920, sur Fiat S57/14B
  - 2e de la Coppa della Consuma en 1920, sur Fiat S57/14B
  - 2e du circuit de Mugello en 1923, sur Alfa Romeo
  - 2e de la Targa Florio en 1924, sur Alfa Romeo RLS 3600 (4e en 1919 et 1923)
  - 2e des 200 miles de Brooklands en 1925, sur Sunbeam 2,0 l GP
  - 3e du Grand Prix de l'ACF 1925, sur Sunbeam 135 HP 2,0 l

## Galerie d'images

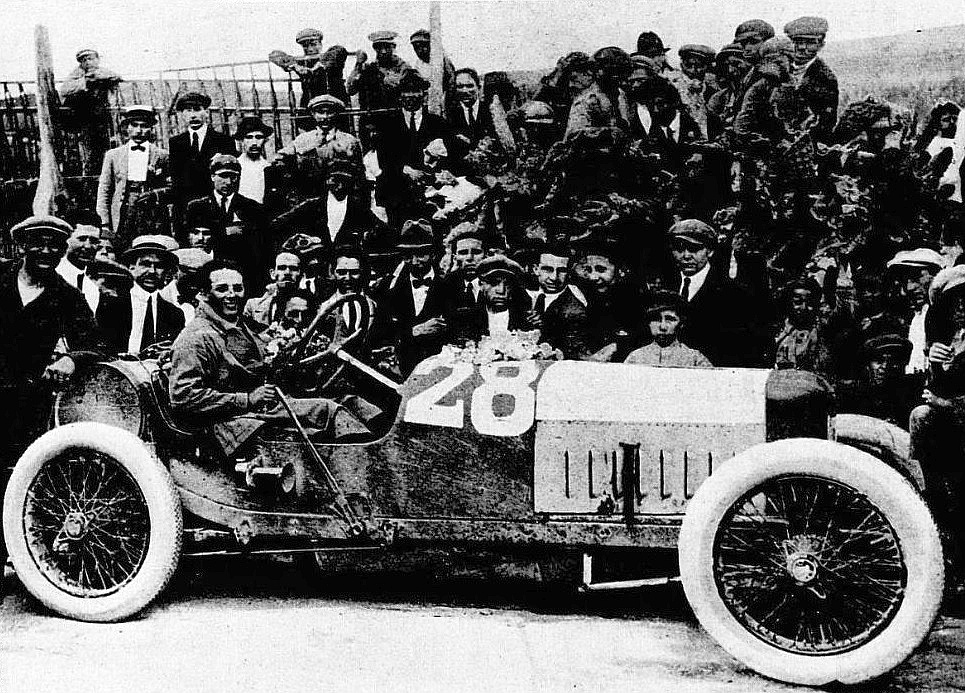
Première victoire à la Targa Florio, en 1921 sur Fiat
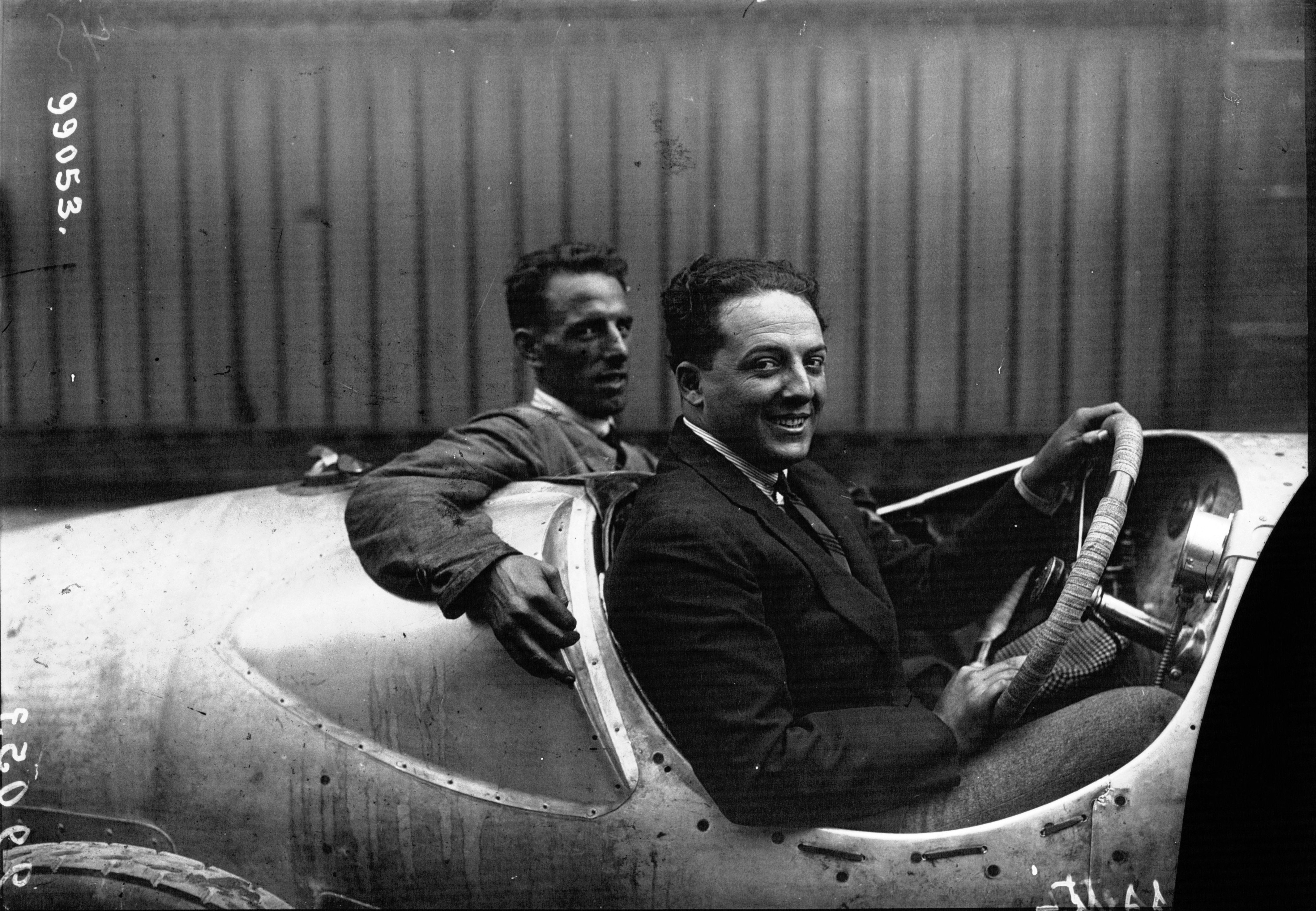
Masetti au Grand Prix de France en 1922 (abandon sur Ballot 2,0 l);
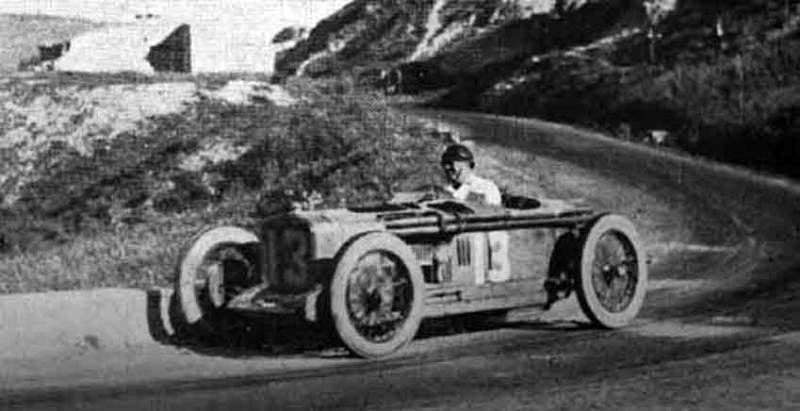
Masetti à la Targa Florio de 1926 sur Delage 2,0 l 12 cylindres…
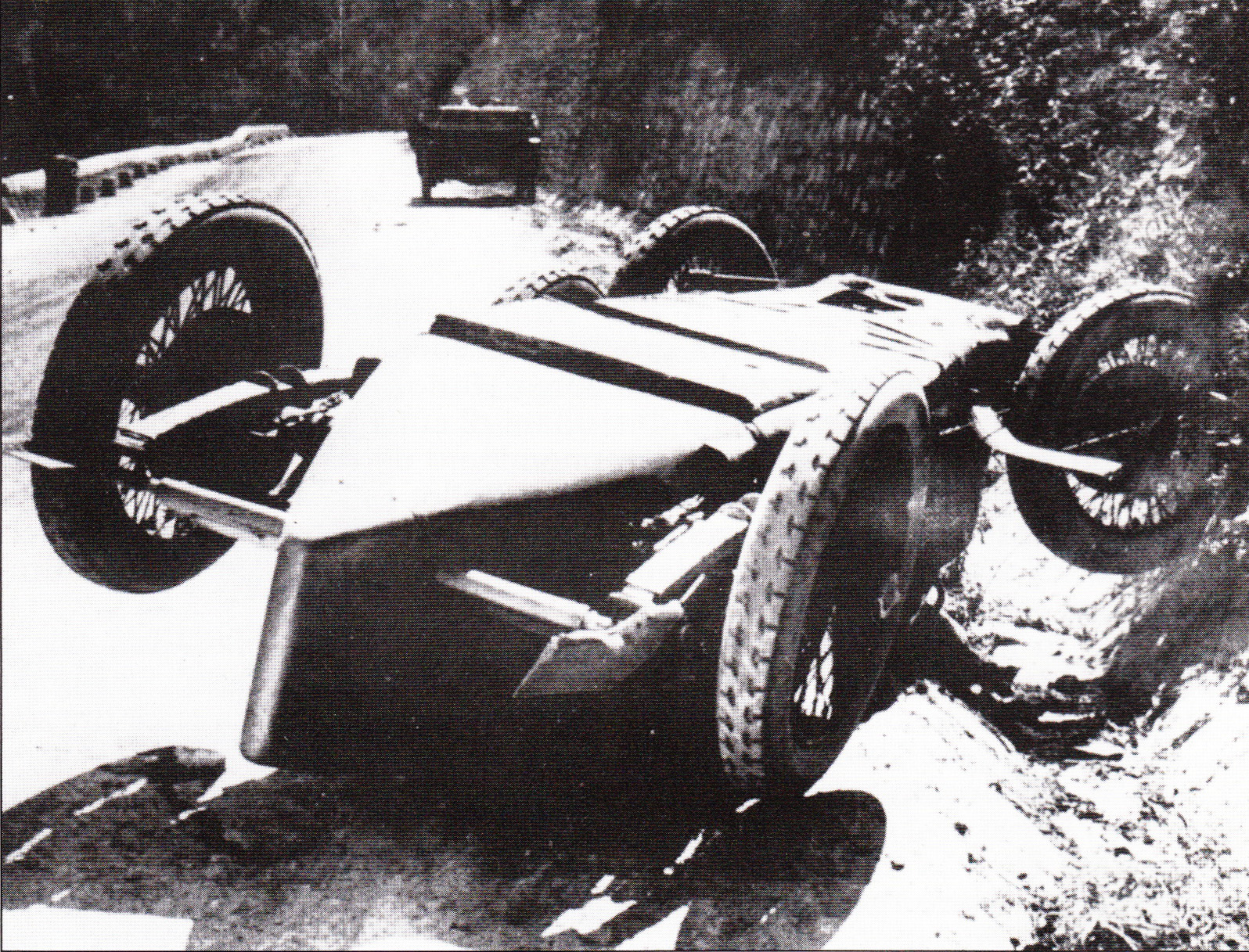
… peu avant son accident fatal (scène ci-dessus).
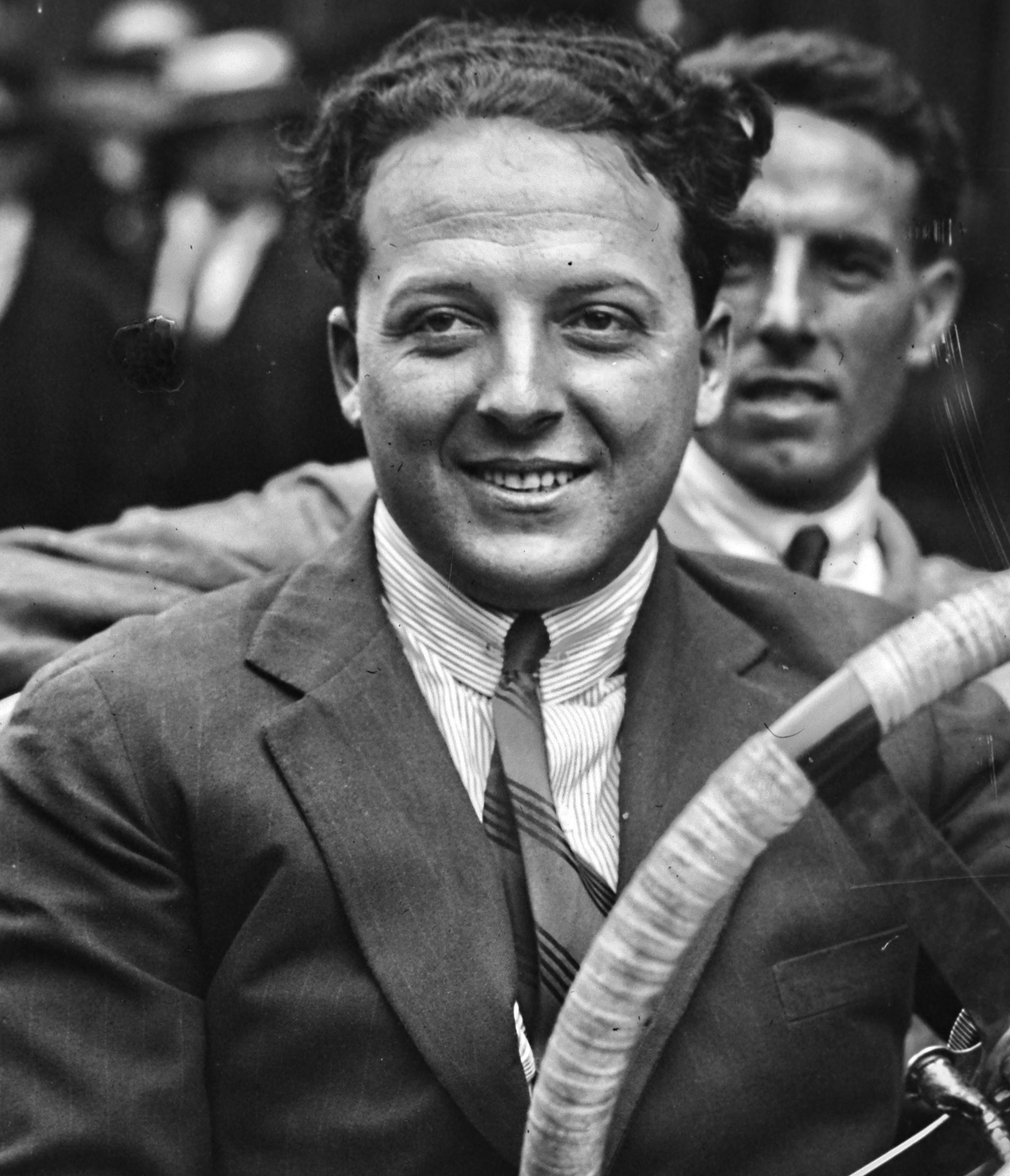
Masetti en 1922 (au GP de France).